# うみのはるか
うみの樹祢（2月14日 - ）は、日本の女優、映画監督、絵本作家、チャイルドカウンセラー。兵庫県出身。

## 来歴
- 兵庫県に生まれる。
- かつてはフィットワンやプロジェクトコアに所属していたが現在はフリーランス。

## 人物・エピソード
- 趣味、特技はテコンドー（全国２位）、絵本の朗読
- 近年は自主映画制作も行う。

## 出演

### 映画
- 最近、よく死んでます/金本真吾監督 母親役　(2020)
- ドスチュー/金本真吾監督 主演・サトル役 (2020)
- 鬼才監督/金本真吾監督 劇中劇衣装部役 (2020) ※ゆうばりインターナショナルコンペ入選 [1]
- コケシセレナーデ/松本大樹監督  (2020)[2]
- 息をする/一村龍佑監督 母親役 (2020)
- continue/チームNTKS 母親役 (2020)
- 登紀子へ/余田慎太郎監督 準主役幸恵役 (2020)
- ドスえもん/金本真吾監督 ジョイ子役 (2019)
- 日本は素晴らしい国/鬼村祐樹監督 母親・愛役 (2019)
- 労働オブザ輪廻/鬼村祐樹監督 主演の母親役 (2019)
- しーしーまんま/金本真吾監督 主演の母親役 (2019)
- グレーティスト笑ーマン/黒田航大監督 主演の母親役 (2019)
- 甚平少女チャッキー/海道力也監督 母親役 (2019)
- シュガー/海道力也監督 トメ子役 (2019) ※ゆうばり国際ファンタスティック映画祭入選
- ファミリー☆ウォーズ/阪元裕吾監督　母親・福島美代子役 (2018)
- つたえる/衣笠竜屯監督　母親役 (2018)
- 大阪悪代官/石原貴洋監督　遊女役 (2018) ※ゆうばり国際ファンタスティック映画祭入選
- 大阪少女/石原貴洋監督 ホスト客役 (2018)
- クレージーアイランド/阪元裕吾監督 主演の母親役 (2018)
- ベジタリアンオブザダッド/大江監督 石を投げる女役 (2017)
- スロータージャップ/阪元裕吾監督 料理教室生徒役 (2017)
- レッドカプセル/石原貴洋監督）母親役 (2017)
- アウトレイジ最終章/北野武監督 旅行客役 (2017)

### ドラマ
- ドラマスペシャル「ザ・ドライバー」(2018)
- 大阪環状線物語　自転車の女役 (2018)

### テレビ
- 今ちゃんの実は (2019)
- 探偵ナイトスクープ (2019)

### CM
- Nesucafe「Break time」主演  [3]　※企業特別賞(ネスレ日本株式会社部門)
- 京町家スティー伏見稲荷邸 新郎母親役
- オリックスバファローズ応援TVCM

### 通販モデル
- ショップチャンネル
- キニナル金曜日
- せのぶら本舗
- 芸能人のお宅へ秋ＭＯＮＯデリバリー
- 魔女の言わせたい夜（準レギュラー）
- いいものサンディー
- バラエティ「オネエエンジェルス」
- いちばん本舗　〈東海テレビ〉

## 監督作品
- #Lemon (2021)
- 美食モンスター (2021)
- 静寂。(2020)
- ＢＬＩＮＤ (2019)
- 裸族 (2018)
- 小鳥来る。(2018)
- かいつむり。(2019) ※第一回はぐくみ映画祭・優秀賞受賞

## 絵本作品
- まひなまかな  (2017)[4]